# Ellen Birgithe Nielsen spiller
Ellen Birgithe Nielsen spiller er en film instrueret af Mogens Skot-Hansen og Søren Melson.

## Handling
Den berømte violinistinde Ellen Birgithe Nielsen spiller Paganinis "Caprice nr. 17 es-dur" og Dvoraks "Songs My Mother Taught Me".